# فینیس اوکانل
فینیس بیرد اوکانل (به انگلیسی: Finneas O'Connell) (زاده ۳۰ ژوئیهٔ ۱۹۹۷) که با نام فینیس شناخته می‌شود، خواننده، ترانه‌سرا، موسیقی‌دان، تهیه‌کننده موسیقی و بازیگر اهل آمریکا است. او تا به حال چندین تک‌آهنگ منتشر کرده‌است و برای هنرمندان دیگر موسیقی نوشته‌است، از جمله خواهرش بیلی آیلیش به عنوان بازیگر، او در فیلم زندگی پشت‌ورو در سال ۲۰۱۳ میلادی بازی کرد. او همچنین در مجموعه تلویزیونی گلی ایفای نقش کرده‌است. در سال ۲۰۱۱ در فیلم معلم بد بازی کرد. او همچنین در خانواده مدرن دارای یک نقش تکراری بود. و در دو قسمت از آکواریوس نیز بازی کرد. او آهنگساز و ترانه‌نویس مشهوری است که ترانه‌های خوانندگانی مثل سلنا گومز، بیلی آیلیش، هالزی و … را آهنگسازی کرده‌است.
اسکار بهترین ترانه بابت ترانه فیلم جیمز باند زمانی برای مردن نیست به بیلی آیلیش و فینیس اوکانل در سال ۲۰۲۲ رسید.

## زندگی شخصی
فینیس در لس آنجلس از مگی بایرد بازیگر و فیلمنامه‌نویس و پاتریک اوکانل بازیگر متولد شد که هر دو نیز موسیقی دان هستند. فینیس از نژاد ایرلندی و اسکاتلندی است. در سال ۲۰۱۰، در سن ۱۲ سالگی، او با مادرش در کلاس ترانه‌سرایی شرکت کرد و با خرید Logic Pro شروع به نوشتن و تولید آهنگ کرد.

## ترانه‌شناسی
آلبوم‌های استودیویی
- خوشبین(به انگلیسی: Optimist) (٢٠٢١)

ئی پی‌ها
- هارمونی خونین (به انگلیسی: Blood Harmony) (٢٠١٩)